# Biuletyn Numizmatyczny
Biuletyn Numizmatyczny – czasopismo numizmatyczne założone w 1965 roku, wydawane jest co kwartał przez Zarząd Główny Polskiego Towarzystwa Numizmatycznego.
Biuletyn Numizmatyczny jest czasopismem skierowanym do szerokich kręgów osób zainteresowanych numizmatyką. Wydawnictwo rozprowadzane jest wśród członków PTN, bibliotek, muzeów i gabinetów numizmatycznych, a także wśród indywidualnych prenumeratorów. Po wydaniu nowego numeru, na stronie internetowej biuletynu zamieszczany jest spis treści oraz wybrany artykuł wraz ze streszczeniem w języku angielskim.
Znajduje się na liście punktowanych czasopism naukowych. Za publikację w tym piśmie przysługują autorowi 3 punkty.

## Komitet redakcyjny
W skład komitetu redakcyjnego czasopisma wchodzą:
- Jerzy Piniński (Redaktor naczelny)
- Barbara Solarewicz (Sekretarz redakcji)
- Mykolas Michelbertas
- Robert Pieńkowski